# Сапрыкин, Владимир Алексеевич
Влади́мир Алексе́евич Сапры́кин (24 августа 1916, с. Суходол, Тамбовская губерния — 24 апреля 1990, Торонто, Канада) — советский офицер, капитан, участник Великой Отечественной войны, Герой Советского Союза. Эмигрировал в Канаду. Лишён звания Героя Советского Союза, в котором затем посмертно восстановлен. 

## Биография

### Детство и юность
Родился 24 августа 1916 года в селе Суходол (ныне — в Краснинском районе Липецкой области). Окончил десятилетку, рабфак, затем Воронежский педагогический институт. Работал учителем в средней школе села Ольховатка Воронежской области.
Был призван в ряды Красной Армии в 1939 году. В мае 1941 года окончил Грозненское пехотное училище, в звании лейтенанта был направлен в воинскую часть на территории Белоруссии.

### Великая Отечественная война
С первых дней войны в действующей армии. Командовал взводом, ротой, батальоном. 
К октябрю 1941 года дослужился до должности помощника начальника штаба 845-го стрелкового полка 303-й стрелковой дивизии 24-й армии Резервного фронта в звании лейтенанта. Тогда же, во время Вяземской операции, попал в немецкое окружение под деревней Ельня. 
В декабре 1941 года вышел из окружения, один вернулся к своим, сохранив форму, оружие и документы. Проходил проверку в фильтрационных Гороховецких лагерях. 
15 июня 1942 года лейтенант Сапрыкин Владимир Алексеевич был осуждён военным трибуналом 16 стрелковой дивизии в г. Балахна Горьковской области по статье 193-7 пункт «г» УК РСФСР на 10 лет лишения свободы, с отсрочкой исполнения приговора и направлением на фронт.
Так как штрафных подразделений в РККА в то время ещё не существовало (они были введены в войсках только в конце июля 1942 года), 27 июня 1942 года Сапрыкин был отправлен в составе маршевой роты на действующий фронт. С 17 июля 1942 года службу проходил в 144-й стрелковой дивизии 5-й армии Западного фронта в должностях  командира стрелковой роты, помощника начальника штаба полка, командира 2-го стрелкового батальона. 
8 марта 1943 года командир 2-го стрелкового батальона 612-го стрелкового полка 144-й стрелковой дивизии 33-й армии Западного фронта старший лейтенант Сапрыкин Владимир Алексеевич около деревни Прудки отбил у немцев около 1000 человек мирного населения, за что 5 июля 1943 года был награждён орденом Красной Звезды. 
В августе 1943 года за взятие Вязьмы командир 2-го стрелкового батальона 612-го стрелкового полка 144-й стрелковой дивизии 33-й армии Западного фронта капитан Сапрыкин Владимир Алексеевич был награждён 15 октября 1943 года орденом Александра Невского.
1 декабря 1943 года около деревни Красная Слобода, отрезанный от полка батальон Сапрыкина 3 дня оборонялся от немцев. 3 декабря 1943 года, когда в батальоне осталось менее 30 человек, командир стрелкового батальона 612-го стрелкового полка 144-й стрелковой дивизии 33-й армии Западного фронта капитан Сапрыкин Владимир Алексеевич вызвал огонь на себя. Был признан погибшим. Никто не знал, что в том бою Сапрыкину удалось выжить. Он получил сквозное ранение в грудь, был подобран немецкими солдатами и отправлен в концлагерь.
3 июня 1944 года капитану Владимиру Алексеевичу Сапрыкину было «посмертно» присвоено звание Героя Советского Союза.  
Сам Сапрыкин встретил известие о победе СССР в Великой Отечественной войне в немецком концлагере.

### Эмиграция
Из концлагеря Сапрыкин был освобождён союзническими войсками, находился на излечении, проживал в Германии, а в 1947 году эмигрировал в Канаду. Официальная версия эмиграции  — он решил, что после фашистских лагерей ему нечего делать в СССР. 
При встречах 9 декабря 1975 года и 6 февраля 1977 года с сотрудником консульского отдела посольства СССР в Канаде Сапрыкин пояснил, что не возвратился на Родину из-за того, что после войны в СССР плохо относились к военнослужащим, возвратившимся из плена (плен он лично считал большим позором), а также, чтобы у его отца — Сапрыкина А.В., 1895 года рождения, члена ВКП /б/ с 1918 года, по этой причине не возникло неприятностей. Эти объяснения Сапрыкина ничем не опровергнуты.
Жил в городе Торонто. Сменил много профессий. Работал портовым грузчиком, таксистом. Брался за любую работу. Параллельно учил французский язык. Владимир Алексеевич ценой невероятных усилий смог занять высокое положение в обществе. Вчерашний военнопленный окончил престижный университет, получил диплом инженера, устроился в компанию, стал ведущим специалистом. Всё складывалось хорошо, но душа тосковала по Родине. Приглашал советских моряков к себе в гости. Те, кто не боялся прийти к эмигранту, вспоминали потом: жил скромно, единственное богатство — библиотека русских книг, они связывали его с Родиной. Он догадывался, что дома его считают погибшим или пропавшим без вести, но не знал, что удостоен звания Героя Советского Союза. 
В середине 1970-х годов через Красный Крест отправил письмо отцу: «Дорогой папа! Мне трудно писать. Сквозное ранение в грудь дает знать о себе и по сей день. Пойми и не осуди моё невозвращение. Твой сын не предатель Родины. Мысли о ней были и остаются единым убеждением в жизни». Существует достоверный факт, что Сапрыкин выгнал из квартиры своего советского сожителя только за то, что в хоккейном матче Канада — СССР сожитель болел против игрока сборной СССР Валерия Харламова.
25 августа 1977 года Владимир Сапрыкин был лишён звания Героя Советского Союза в связи с «ошибочным представлением его к этому званию». Одной из причин обвинений была ошибка переводчика, работавшего с документами военнопленных. Регистрационная отметка на карточке В. А. Сапрыкина «Ex. Leg» была неправильно переведена как «бывший легионер».

### Смерть
Скончался 24 апреля 1990 года. Похоронен на русском кладбище в Торонто, Канада. 
4 декабря 1991 года Сапрыкин Владимир Алексеевич был восстановлен в звании Героя Советского Союза.
В июле 1999 года перезахоронен в Беларуси в братской могиле у деревни Красная Слобода (Малосавинский сельсовет, Дубровенский район, Витебская область) вместе со своими бойцами.

## Награды и звания

Бюст в Ольховатке

- Орден Красной Звезды (5 июля 1943)
- Орден Александра Невского (15 октября 1943)
- Звание Герой Советского Союза и орден Ленина (3 июня 1944)

## Память
- Именем Сапрыкина Владимира Алексеевича названа школа в родном селе Суходол.
- В Ольховатке установлен бюст героя.
- Мемориальная доска в Ельце.